# Cropalati
Cropalati é uma comuna italiana da região da Calábria, província de Cosenza, com cerca de 1.263 habitantes. Estende-se por uma área de 32 km², tendo uma densidade populacional de 39 hab/km². Faz fronteira com Calopezzati, Caloveto, Longobucco, Paludi, Rossano.

## Demografia
| Variação demográfica do município entre 1861 e 2011                               |
|                                                                                   |
| Fonte: Istituto Nazionale di Statistica (ISTAT) - Elaboração gráfica da Wikipedia |